# 카임 수틴

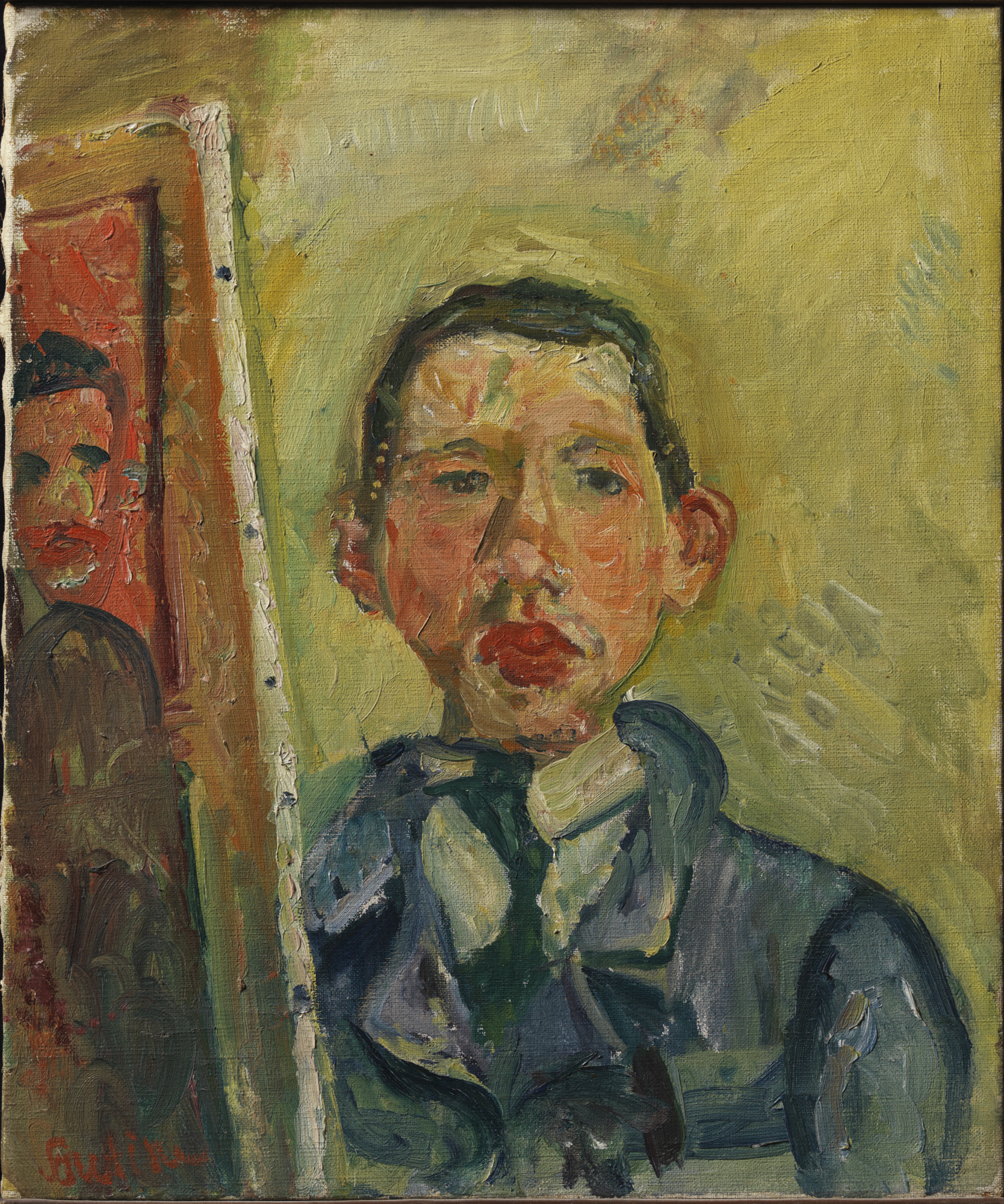
자회상, 1918년

카임 수틴(Chaïm Soutine, 1893년 1월 13일 ~ 1943년 8월 9일)은 러시아의 화가이다.

## 생애
벨라루스의 민스크에 가까운 스미로비치에서 출생하였다. 부친은 가난한 재봉사였다. 수틴은 어릴적부터 그림을 좋아했으며 비르나의 미술학교를 거쳐 1913년 파리로 나와 코르몽에게 배웠다. 여기에서 샤갈, 리프시츠, 모딜리아니와 사귀게 된다. 루브르 미술관에서 그레코, 렘브란트, 고야, 쿠르베를 연구하여 한때 이 대가들의 영향을 농후하게 보여 주었으나 점차로 격렬한 생명감을 묘사하기 시작하여 발광하는 듯한 터치를 특징으로 하였다.

## 같이 보기
- 에콜 드 파리
- 아메데오 모딜리아니
- 마르크 샤갈
- 줄스 파스킨
- 파리 (프랑스)

## 참고 문헌
- 이 문서에는 다음커뮤니케이션(현 카카오)에서 GFDL 또는 CC-SA 라이선스로 배포한 글로벌 세계대백과사전의 내용을 기초로 작성된 글이 포함되어 있습니다.